# Замуж за миллионера
«Замуж за миллионера» (исп. La Invasora) — венесуэльский телесериал 2003 года, снятый по сценарию Ирис Дубс. Главные роли сыграли Даниэла Альварадо и Хуан Карлос Гарсиа. Главную отрицательную героиню сыграла Росалинда Серфати. Сериал был показан по телеканалу RCTV в 2003—2004 годах. Это история о любви богатого парня и бедной девушки и о непростых испытаниях, выпавших в их судьбе. А также о тайнах прошлого, которые не дают покоя семье главного героя. Сериал стартовал в России на телеканале ТНТ 24 августа 2006 года. Дословно исп. La Invasora переводится как «Захватчица», однако в России сериал известен под названием «Замуж за миллионера». В англоязычном прокате название переводят как «Мой таинственный гость».

## Сюжет
Мариана дель Кармен Герра — это семнадцатилетняя девушка, которая столкнулась с пошлой и вульгарной историей в своей жизни. Её отчим Альберто тайно выкладывал полуобнаженные фотографии и видео с падчерицей на сайт для взрослых. Один из видеофрагментов обнаруживает её мать Инес и приходит в ярость. Мариана старается спрятаться от этого позора и сбегает из родного дома. Девушка пробирается тайком в дом богатого парня Серхио Мартинеса Алдана.
Позже молодые люди влюбляются и решают быть вместе, но на их пути стоит множество препятствий. Отец Серхио, Игнасио Мартинес Агиар, в ярости от нищей невестки и против их брака. Поэтому некоторое время Серхио и Мариана мужественно сражаются с безденежьем. Также у Марианы есть друг детства, спасатель Хосе Мигель, который давно хочет на ней жениться. У Серхио, в свою очередь, есть девушка из богатой семьи, София, которая ни за что не упустит свою первую любовь.
В это же время Алисия Фуэнтес мечтает отомстить семье Мартинесов. Она считает, что из-за Игнасио её мать разорилась и умерла. В этот план мести она втягивает свою дочь Викторию, красивую и обольстительную девушку. Виктория должна женить на себе Серхио и отнять у него все. В итоге Мариана и Виктория невольно становятся захватчицами в жизни Серхио.

## Актёры
- Даниэла Альварадо — Мариана дель Кармен Герра
- Хуан Карлос Гарсиа — Серхио Мартинес Алдана
- Мими Ласо — Инес Герра
- Мануэль Саласар — Альберто Мальдонадо
- Жан Карло Симанкас — Игнасио Мартинес Агиар
- Федра Лопес — Мария Тереса Алдана
- Паула Бевилакуа — Ванесса Мартинес Алдана
- Хавьер Видаль — Алехандро Рейес
- Элиана Лопес — София Рейес
- Леопольдо Реньол — Хесус Брисеньо
- Кармен Хулия Альварес — Росарио Диас
- Эстефания Лопес — Мариури Брисеньо
- Уго Васкес — Хосе Мигель Брисеньо
- Росалинда Серфати — Алисия Фуэнтес Мансо
- Карлос Арреаса — Рейнальдо Фуэнтес Мансо
- Мирела Мендоса — Виктория Фуэнтес Мансо
- Эдуардо Ороско — Энрике Карденас
- Либер Чирибао — Иван Роблес[3]